# Halcampulactidae
Halcampulactidae é uma família de anémonas do mar pertencentes à ordem Actiniaria.
Géneros:
- Halcampulactis Gusmão, Berniker, Van Deusen, Harris & Rodríguez, 2019